# Rödingsjön (Vilhelmina socken, Lappland, 720855-149210)
Rödingsjön är en sjö i Vilhelmina kommun i Lappland och ingår i Ångermanälvens huvudavrinningsområde. Sjön har en area på 0,644 kvadratkilometer och ligger 606,1 meter över havet. Rödingsjön ligger i Njakafjäll Natura 2000-område. Vid provfiske har elritsa, röding och öring fångats i sjön.

## Delavrinningsområde
Rödingsjön ingår i det delavrinningsområde (720947-149239) som SMHI kallar för Mynnar i Marsån. Medelhöjden är 576 meter över havet och ytan är 9,73 kvadratkilometer. Räknas de 24 avrinningsområdena uppströms in blir den ackumulerade arean 60,75 kvadratkilometer. Grytsjöån som avvattnar avrinningsområdet har biflödesordning 3, vilket innebär att vattnet flödar genom totalt 3 vattendrag innan det når havet efter 346 kilometer. Avrinningsområdet består mestadels av skog (79 procent). Avrinningsområdet har 0,73 kvadratkilometer vattenytor vilket ger det en sjöprocent på 7,5 procent.